# Jexi – Túl okos telefon
A Jexi – Túl okos telefon egy 2019-ben bemutatott kanadai-amerikai filmvígjáték. A történet főszereplője, Phil totálisan telefonfüggő, egy percig sem bírja ki mobiltelefon nélkül. Új készüléke azonban, melyen egy Jexi nevű asszisztens fut, alaposan felforgatja az életét.

## Szereplők
- Adam DeVine mint Phil
- Alexandra Shipp mint Cate Finnegan
- Michael Peña mint Kai
- Rose Byrne mint Jexi hangja
- Justin Hartley mint Brody
- Ron Funches mint Craig
- Charlyne Yi mint Elaine
- Wanda Sykes mint Denice
- Kid Cudi önmaga